# Ма Пау
«Ма Пау» (англ. Ma Pau S.C.) — бывший тринидадский профессиональный футбольный клуб из дистрикта Вудбрук города Порт-оф-Спейн. Проводил домашние матчи на «Мэнни Рамджон Стэдиум» в Марабелье.

## История
Казино «Ма Пау» создало собственный футбольный клуб в 2007 году. С 2008 года футбольный клуб «Ма Пау» начал выступать в ТТ Про-лиге. Проведя три сезона в профессиональной лиге, в 2011 году клуб был расформирован.
В 2015 году была предпринята попытка возрождения футбольного клуба «Ма Пау», окончившаяся неуспехом — правление Про-лиги не одобрило заявку на вступление.

## Достижения
- Победитель Trinidad and Tobago Classic (1): 2010